# Wapen van IJlst

Het wapen van IJlst tussen 1818 en 1984

Het wapen van IJlst was van 25 maart 1818 tot 1984 in ongewijzigde vorm in gebruik. In 1984 fuseerde de gemeente IJlst met Wymbritseradeel tot de nieuwe gemeente Wymbritseradeel.

## Geschiedenis
Het oudste bekende zegel van IJlst stamt uit 1496, hierop staat een kogge afgebeeld. Op een ander zegel, uit de 16e eeuw, staat een soldaat met in de rechterhand een zwaard. De kogge heeft gedurende de geschiedenis verschillende gedaantes gehad, uiteindelijk werd in 1818 de driemaster in het wapen verleend. 
Achter het verlenen van het schip als wapen zit een volksverhaal. Het verhaal gaat dat een kapitein zijn schip altijd zonder roer de haven van IJlst binnen wist te krijgen. Dit is afgebeeld in het wapen van de stad.
Sinds 1968 voerde de gemeente een aangepast wapen, echter dit is nooit officieel aangevraagd en daarmee ook nooit officieel toegekend. Dit wapen toonde niet de vijfbladige kroon, deze was vervangen door een muurkroon. Dit nieuwe wapen werd ook op de gemeentelijke voertuigen aangebracht.

## Blazoen
De beschrijving van het wapen van IJlst luidde van 25 maart 1818 tot 1984 als volgt:
Van lazuur beladen met een schip van goud, zeilende op een zee van lazuur en goud. Het schild gedekt met een gouden kroon.
Dit hield in dat het schild blauw van kleur was, met daarop een schip van goud. Zeilend op een zee van blauw en goud. Het schild werd gedekt door een gouden kroon. Hierbij wordt niet vermeld dat het een vijfbladige kroon betreft en dat de tekening behorende bij dit blazoen een gouden zee toont, daarnaast is het schip een driemaster.

## Trivia
- Het wapen van IJlst is als hartschild opgenomen in het wapen van Wymbritseradeel dat tussen 1984 en 2011 gebruikt werd.